# Raffaele Mancino
Raffaele Mancino (Casarsa della Delizia, 8 dicembre 1965) è un sollevatore italiano.

## Carriera
Raffaele Mancino, atleta olimpionico pordenonese, può vantare nel suo palmarès 10 titoli italiani: 3 titoli italiani assoluti, 3 titoli italiani juniores e 4 titoli italiani seniores e attualmente è detentore del record italiano assoluto di strappo nella categoria 94 kg, fissato a 162,5 kg.
Partecipa per tre volte ai campionati europei e mondiali Juniores, a San Marino, a Lignano ed a Edimburgo nel 1983, 1984 e 1985.
Le partecipazioni alla Coppa CEE (campionato europeo per club) sono invece avvenute nel 1985, 1986, 1987, 1988, 1990, 1991 e 1995, conquistando diverse medaglie.
Nel 1985, 1986 e 1987 partecipa al triangolare Italia-Francia-Germania classificandosi primo.
Nel 1991 invece si classifica quinto agli XI Giochi del Mediterraneo disputatisi ad Atene nella categoria degli 82,5 kg.
Le partecipazioni ai campionati europei e mondiali seniores sono 5: nel 1992 in Ungheria, nel 1993 a Sofia (Bulgaria), nel 1995 a Guangzou (Cina), nel 1996 a Stravangher (Norvegia) e nel 1999 a La Corugna (Spagna).
Nel 1996 partecipa alle Olimpiadi di Atlanta, negli Stati Uniti d'America, terminando ventunesimo nella categoria dei 91 kg.
Dal 2000 al 2004 viene eletto consigliere federale come rappresentante degli atleti e nel 2005 e 2006 diventa tecnico federale squadra juniores con partecipazione ai campionati europei under 17 e relative medaglie in Svezia.
Le ultime medaglie conquistate sono due ori, rispettivamente ai Campionati Europei Master nella Repubblica Ceca nel 2005 e ai Campionati Mondiali Master nel 2007 in Ungheria.